# Nembo (destroyer, 1901)
Pour les articles homonymes, voir Nembo (destroyer).
Le Nembo était le navire de tête de la classe Nembo de six destroyers construits pour la Regia Marina (Marine royale italienne) au cours de la première décennie du XXe siècle.

## Histoire
Après quelques années de service, le navire subit en 1905 une première phase de modification de son armement pour l'aligner sur ses navires-jumeaux (sister ship): l'unique canon Vickers-Armstrongs de 76 mm est retiré et remplacé par deux tubes lance-torpilles de 356 mm.
En 1909, l'unité, comme tous les navires-jumeaux, subit de nouvelles et radicales modifications : l'alimentation des chaudières, initialement au charbon, devient au naphte, tandis que l'armement voit le remplacement des canons de 57 mm par quatre pièces de 76/40, et des quatre tubes lance-torpilles de 356 mm par autant de tubes de 450 mm. La silhouette du navire est également profondément modifiée : les deux cheminées courtes et trapues qui existaient sont remplacées par trois cheminées plus petites et plus fines,.
Encadré dans le IVe escadron de destroyers (Turbine, Aquilone, Borea), le navire a participé à la guerre italo-turque.
Le 17 avril 1912, le Nembo a été endommagé lors d'une collision avec son navire-jumeau Turbine, mais le jour suivant, il a pu rejoindre les croiseurs blindés Vettor Pisani, Giuseppe Garibaldi, Varese et Francesco Ferruccio, le croiseur torpilleur Coatit et les torpilleurs Climene, Procione, Perseo et Pegaso, dans le bombardement des forts ottomans de Gum-Galesch et Sed Ul Bahr, sur le détroit des Dardanelles.
Le 4 mai 1912, le Nembo et son navire-jumeau l'Aquilone occupent l'île de Lipsí, dans le futur Dodécanèse.

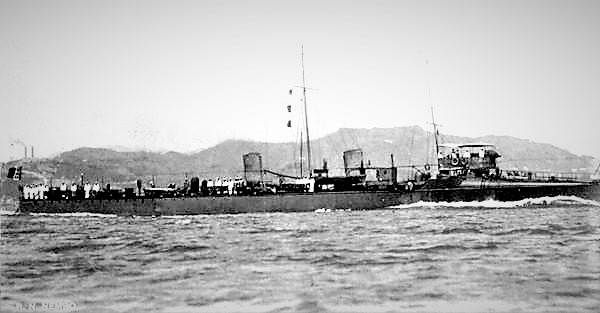
Le Nembo dans sa configuration originale à deux cheminées

Le 14 juillet de la même année, à 4 heures du matin, le destroyer appareille de Astypalée, avec son navire-jumeau Borea et le croiseur Vettor Pisani, pour soutenir la formation de torpilleurs (Spica, Climene, Perseo, Astore et Centauro) destinée à forcer le détroit des Dardanelles, qui est retardée à cause du mauvais temps quatre jours plus tard, le 18 juillet.
En 1914-1916, après d'autres modifications, l'équipement nécessaire pour poser 10-16 mines est installé sur le navire,.
Lors de l'entrée du royaume d'Italie dans la Première Guerre mondiale, le Nembo était chef d'escadron de la Ve escadrille de destroyers, basée à Tarente, qu'il formait avec les navires-jumeaux Turbine, Borea, Espero et Aquilone. Le capitaine de frégate Sorrentino commandait le navire.
Le 23 juin 1916, le destroyer, avec le contre-torpilleur français Casque (et, plus tard, quatre torpilleurs italiens et le contre-torpilleur français Protet), participe aux opérations de sauvetage du croiseur auxiliaire naufragé Cittá di Messina et du contre-torpilleur français Fourche, torpillés et coulés par le sous-marin austro-hongrois U 15 alors qu'ils étaient en patrouille de surveillance dans le canal d'Otrante (302 des 335 hommes de la Città di Messina et 66 des 85 de la Fourche ont été sauvés).
En octobre 1916, le Nembo, avec les destroyers Ascaro, Borea et Garibaldino et quatre torpilleurs, fournit protection et soutien aux unités - le croiseur blindé Francesco Ferruccio et les vapeurs Choising, Polcevera, Ausonia et Bulgaria - destinées au débarquement et à l'occupation de Santi Quaranta, en Albanie. Le 2 octobre, à 5h15, quatre pelotons de marins, une section de mineurs et une section de plage du Ferruccio débarquent et occupent rapidement les lieux, les 32 membres de la garnison grecque ne pouvant que battre en retraite après avoir protesté. Après le débarquement d'un bataillon d'infanterie et d'un escadron de cavalerie, le 2 octobre à 16 heures, les navires font route vers Vlora où ils embarquent d'autres troupes; le 3 octobre, le Polcevera et le Ausonia débarquent une batterie avec des ânes et un deuxième escadron de cavalerie, et le 4, l'opération se termine par le débarquement, du Choising et du Bulgaria, d'un autre bataillon d'infanterie et d'un troisième escadron de cavalerie.
Le 16 octobre 1916, le Nembo, sous le commandement du capitaine de corvette Russo, quitte Vlora pour escorter le vapeur Bormida à destination de Santi Quaranta avec des troupes à bord. Entre Vlora et Saseno, le convoi est attaqué par le sous-marin austro-hongrois U-16 : touché par deux torpilles, le Nembo coule rapidement, brisé en deux, aux coordonnées géographiques de 40°08' N et 19°30' E,. L'U-16 a également été coulé pendant l'engagement, bien que la dynamique de son naufrage ne soit pas claire: selon certaines sources le Nembo avant de couler a réussi à éperonner le U-boot,, selon d'autres sources le sous-marin a été touché par les grenades anti-sous-marines du Nembo, qui sont tombées dans la mer pendant que le navire coulait, selon d'autres encore, il a coulé à la suite d'une collision avec le Bormida (de l'équipage du U-16, deux hommes sont morts et 14 ont été récupérés et faits prisonniers par des navires italiens).
Sur les 55 hommes qui composaient l'équipage du Nembo, 32 ont coulé avec le navire ou ont disparu en mer (parmi eux, le commandant Russo, le commandant en second, le lieutenant Ceccarelli, et le chef mécanicien, le lieutenant des ingénieurs de la marine Meoli). Les survivants; 23 ont été secourus par des navires italiens ou ont atteint la côte à la nage, comme l'a fait un groupe de quatre naufragés : L'enseigne Ignazio Castrogiovanni, de Palerme ; Luigi Ricci, sous-chef artilleur, de Viareggio ; Emanuele Pisano, soutier, de Pizzo ; et Salvatore Visalli, matelot choisi, de Catane. Les quatre ont refusé d'être secourus par un bateau ennemi (le canot de sauvetage avec les survivants de l'U 16), et ont atteint la plage à la nage, contribuant plus tard à la capture des Autrichiens depuis le canot de sauvetage.